# It’s My Time
Az It’s My Time (magyarul: Itt az én időm) egy popballada, megy az Egyesült Királyságot képviselte a 2009-es Eurovíziós Dalfesztiválon. A dalt a brit Jade Ewen adta elő angol nyelven.

## Az Eurovíziós Dalfesztivál
Az énekesnő 2009. január 31-én nyerte meg a Your Country Needs You elnevezésű brit nemzeti döntőt, ezáltal a jogot, hogy képviselje az országot a moszkvai versenyen. A nemzeti döntő csak az énekes kiválasztására szolgált, ahol mindhárom döntős elénekelte az Andrew Lloyd Webber által írt versenydalt.
Mivel az Egyesült Királyság a Négy Nagy ország tagjaként automatikusan döntős, a dalt először a május 16-i döntőben adták elő. A fellépési sorrendben huszonharmadikként adták elő, a román Elena Gheorghe The Balkan Girls című dala után, és a finn Waldo's People Lose Control című dala előtt. A szavazás során 173 pontot kapott, mely az ötödik helyet érte a huszonöt fős mezőnyben. Ezzel 2002 óta először végzett a Egyesült Királyság az első tízben.

## Slágerlistás helyezések
| Slágerlisták (2004) | Lh.* |
| ------------------- | ---- |
| Egyesült Királyság  | 27   |
| Svájc               | 75   |
| Svédország          | 34   |

*Lh. = Legjobb helyezés.